# Кремьонки
Кремьонки (рос. Кремёнки) — місто в Жуковському районі Калузької області Російської Федерації.
Населення становить 11 745 осіб. Входить до складу муніципального утворення Місто Кремёнки.

## Історія
Від 2004 року входить до складу муніципального утворення Місто Кремьонки
Приблизно з 2го на 3те лютого голова поселення Кремьонки - Сергій Гусев написав листа до Дніпропетровська з проханням обміну демонтованих пам'ятників Сергію Пушкіну, Максиму Горькому, Валерію Чкалова та Михайла Ломоносова на дрова, в надії принизити Україну та зокрема місто Дніпро.
Але відповідь від Дніпровської міської ради не змусила себе чекати.
У відповіді було зазначено, що в Кремьонках все ж таки провели інтернет, але не провели дороги.

## Населення
| 1993    | 2000    | 2001    | 2002    | 2003    | 2005    | 2006    |
| ------- | ------- | ------- | ------- | ------- | ------- | ------- |
| 11 400  | ↗12 200 | →12 200 | ↘12 128 | ↘12 100 | →12 100 | ↗12 200 |
| 2007    | 2008    | 2009    | 2010    | 2011    | 2012    | 2013    |
| →12 200 | ↘12 100 | ↘11 936 | ↘11 582 | ↗11 600 | ↘11 351 | ↘11 172 |
| 2014    | 2015    | 2016    | 2017    | 2018    | 2019    | 2020    |
| ↘10 958 | ↘10 854 | ↘10 774 | ↘10 692 | ↘10 587 | ↘10 416 | ↘10 278 |
| 2021    | 2022    |         |         |         |         |         |
| ↘10 139 | ↘10 040 |         |         |         |         |         |